# Nachal Elem
Nachal Elem (hebrejsky נחל עלם) je vádí v jižním Izraeli, v centrální části Negevské pouště.
Začíná v nadmořské výšce necelých 600 metrů na svazích Reches Jerucham severně od města Jerucham. Směřuje pak k severozápadu kopcovitou pouštní krajinou. Ústí zleva do vádí Nachal Mingar.